# Juraj Daniel-Szabó
Juraj Daniel-Szabó (4. července 1919, Vyšná Slaná - 23. listopadu 1990, Košice) byl slovenský fyzik.

## Život
Juraj Daniel-Szabó se narodil ve Vyšné Slané, okr. Rožňava. Ačkoli studovat začal na Přírodovědecké fakultě Karlovy univerzity v Praze, matematiku a fyziku absolvoval na Přírodovědecké fakultě České univerzity v Bratislavě (1942). Působil jako středoškolský profesor v Dolním Kubíně (1942-1949) a ředitel Státního kurzu pro přípravu pracujících na vysoké školy (1949-1952). Později pracoval na košických vysokých školách: na Vysoké škole technické (1952-1963 a 1967-1968) i na Přírodovědecké fakultě UPJŠ (1963-1967 a 1968-1989). V roce 1956 se stal docentem a v r.. 1973 profesorem. Podílel se na založení vědecké školy magnetismu na Slovensku a na budování PF UPJŠ. Byl vedoucím Katedry fyziky na VST Košice (1956-1963), vedoucím Katedry experimentální fyziky na PF UPJŠ (1963-1967 a 1971-1982) a děkanem Přírodovědecké fakulty Univerzity Pavla Jozefa Šafárika v Košicích. Zemřel 23. listopadu 1990 v Košicích.

## Práce
Zabýval se hlavně magnetickými vlastnostmi látek. Zaměřoval se na studium premagnetizačných procesů v kovových feromagnetik. Věnoval se i didaktice fyziky. Napsal 51 vědeckých prací a 8 knih, mimo jiné byl spoluautorem učebnice Fyzika v příkladech a Základy fyziky. Mnoho úsilí věnoval práci v Jednotě. Byl členem prvního ÚV Fyzikální olympiády a v šedesátých letech po dvě funkční období předsedou KV FO Východoslovenského kraje. V sedmdesátých letech zastával funkci předsedy revizní komise JČMF.